# Власова, Анастасия Эдуардовна
Анастасия Эдуардовна Власова (род. 22 июня 1992, Никель, Мурманская область) — российская лыжница, призёр чемпионата России. Мастер спорта России.

## Биография
Воспитанница тренера Александра Ивановича Афонченкова, позднее тренировалась в Мончегорске у Виталия Анатольевича Прибытка. Представляла Мурманскую область и СДЮШОР г. Мончегорска.
Победительница первенства России среди молодёжи (до 23 лет) 2015 года в скиатлоне на 15 км.
На уровне чемпионата России завоевала ряд медалей, в том числе серебро в 2015 году в гонке на 30 км, в 2016 и 2017 годах в гонке на 50 км; бронзу — в 2018 году в гонке на 50 км. Становилась победительницей всероссийских соревнований, победительницей и призёром чемпионата Северо-Западного федерального округа.
Участвовала в гонках Кубка мира в сезонах 2014/15 (Тур де Ски) и 2015/16, лучшим результатом стало 31-е место в гонке преследования в январе 2015 года. Также участвовала в Кубке Восточной Европы, где победила на одном этапе — гонке на 10 км в 2016 году в Красногорске.
Также выступала в соревнованиях на лыжероллерах. Чемпионка России 2019 года (Санкт-Петербург). Бронзовый призёр чемпионата мира 2019 года в командном спринте (Мадона, Латвия), в личных видах стала восьмой в гонке на 15 км. Участница Кубка мира 2019 года, лучшим результатом стало шестое место.
Окончила Институт им. Лесгафта (Санкт-Петербург).